# Кашевский, Николай Николаевич
Никола́й Никола́евич Каше́вский (бел. Мікалай Мікалаевіч Кашэўскі; род. 5 октября 1980, Жодино, Минская область) — белорусский футболист, защитник. Ныне тренер.

## Биография
Начал играть на профессиональном уровне в клубе «Реал» (Минск), позже выступал за клубы ««Торпедо» (Жодино)» и «Локомотив» (Минск). В 2003 году перешёл в «Металлург» (Запорожье), сыграл в одном сезоне 6 игр. После чего подписал контракт с командой «Кривбасс». 27 июня 2006 года вернулся в «Металлург». Летом 2008 года вошёл в состав клуба-новичка Премьер-лиги «Ильичёвца».
Летом 2010 года перешёл в симферопольскую «Таврию», но сыграв за клуб 2 неполных матча больше на поле не появлялся, играя за дубль. 30 ноября 2010 года контракт был разорван по обоюдному согласию. После этого решил вернуться на родину, подписав двухлетний контракт (по схеме «1+1») с «Гомелем», который вернулся в Высшую лигу. В начале 2012 года занял место основного центрального защитника и капитана команды.
В январе 2013 года подписал контракт с «Шахтёром». В солигорском клубе стал основным левым защитником, временами выступал в центре обороны. В декабре продлил контракт с «горняками». В сезоне 2014 стал выступать на позиции центрального защитника. В августе 2014 года получил травму, в ноябре того же года вернулся в строй. В январе 2015 года по окончании контракта покинул солигорский клуб.
Интерес к Кашевскому проявляла молдавская «Дачия», однако контракт так и не был заключён. В феврале 2015 года перешёл в «Витебск».
В январе 2016 года подписал соглашение с латвийским «Спартаком».

## Тренерская карьера
В январе 2017 года вошёл в тренерский штаб солигорского «Шахтёра», где отвечал за оборонительную составляющую команды. В июле 2017 года вместе со всем тренерским штабом был отправлен в отставку.
В январе 2018 года стал тренером жодинского «Торпедо-БелАЗ». В конце 2018 года покинул клуб вслед за главным тренером Олегом Кубаревым.
В 2019—2020 годах был помощником Кубарева в латвийской «Елгаве».
В начале 2021 года присоединился к тренерскому штабу криворожского «Кривбасса».

## Достижения
- Обладатель Кубка Беларуси (2): 2010/11, 2013/14
- Обладатель Суперкубка Беларуси: 2012
- Чемпион Латвии: 2016